# Brian Benben

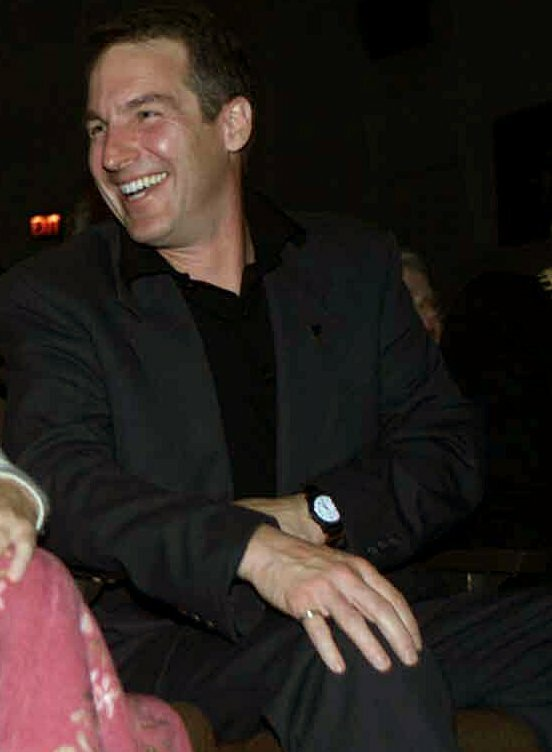
Brian Benben

Brian Benben (* 18. Juni 1956 in Winchester, Virginia) ist ein US-amerikanischer Schauspieler.

## Leben
Benben wurde in Winchester, Virginia geboren. 1986 heiratete er Madeleine Stowe, mit der er inzwischen ein Kind hat, die 1996 geborene Tochter May. In ihrer Freizeit zieht sich die Familie am liebsten auf ihre Ranch in Texas zurück.
Benben spielte unter anderem in den Filmen Dark Angel und Radioland Murders – Wahnsinn auf Sendung. Am bekanntesten ist er wohl für die Rolle des Psychotherapeuten Dr. Sheldon Wallace in der Fernsehserie Private Practice. Von 2017 bis 2018 spielte er in der Trickbetrüger-Fernsehserie Imposters von Bravo TV eine Hauptrolle als Max.

## Filmografie (Auswahl)

### Fernsehen
- 1981: The Gangster Chronicles (Fernsehserie, 13 Episoden)
- 1986: Kay O’Brien (Fernsehserie, 13 Episoden)
- 1988: Matlock (Fernsehserie, Episode 2x23)
- 1990–1996: Dream On (Fernsehserie, 119 Episoden)
- 1998–2000: The Brian Benben Show (Fernsehserie, 8 Folgen, auch Co-Produzent)
- 2003: Kingpin (Fernsehserie, 6 Episoden)
- 2005: Masters of Horror (Episode: Deer Woman)
- 2008–2013: Private Practice (Fernsehserie, 83 Episoden)
- 2014: Scandal (Fernsehserie, Episode 4x06)
- 2015: Grace and Frankie (Fernsehserie, Episode 1x06)
- 2017–2018: Imposters (Fernsehserie, 20 Episoden)

### Filme
- 1981: Bis zum letzten Schuß (Gangster Wars)
- 1988: Süchtig (Clean and Sober)
- 1989: Mortal Sins
- 1990: Dark Angel (Dark Angel (I come In Peace))
- 1994: Radioland Murders – Wahnsinn auf Sendung (Radioland Murders)